# Grand (tidskrift)
GRAND är ett livsstilsmagasin som distribueras till Sveriges 30 000 mest förmögna män och kvinnor i åldern 55+. GRAND Magasin skriver om ekonomi och pension, resor och rekreation, hälsa och skönhet, kultur och mode samt livsstil och boende.
Grand ges ut av Grand Publishing AB.